# Acervuloseptoria
Acervuloseptoria is een geslacht van schimmels dat behoort tot familie Mycosphaerellaceae. De typesoort is Acervuloseptoria ziziphicola.

## Soorten
Volgens Index Fungorum telt het geslacht drie soorten (peildatum september 2023):
| Soortnaam                    | Auteur(s)         | Publicatiejaar |
| ---------------------------- | ----------------- | -------------- |
| Acervuloseptoria capensis    | (G. Winter) Crous | 2015           |
| Acervuloseptoria fraxini     | Crous & Bulgakov  | 2020           |
| Acervuloseptoria ziziphicola | Crous & Jol. Roux | 2014           |